# یوزف بنتسدر
یوزف بنتسدر (آلمانی: Josef Benetseder؛ زادهٔ ۱۰ فوریهٔ ۱۹۸۳ ‏(۴۲ سال)) دوچرخه‌سوار اهل اتریش است.